# Нуров, Михаил Ананьевич
Михаи́л Ана́ньевич Ну́ров (1831, Екатеринбург, Пермская губерния — 15 [27] января 1880, Екатеринбург, Пермская губерния) — российский купец и промышленник, городской Глава Екатеринбурга (с 1863 по 1866 годы и с 1876 по 1880 годы).

## Биография
Родился в семье екатеринбургского купца-старовера Анания Васильевича Нурова, занимавшегося торговлей рогатым скотом и салотопенным производством. Получил домашнее образование, потерял родителей в 16 лет.
Начиная с 1847 года занимался торговлей, владел в Екатеринбурге салотопенным заводом. В 50-х годах 19-го века завод производил примерно 32,5 тысяч пудов сала на 100 тысяч рублей, а к концу 1860-х — до 130 тысяч пудов на 650 тысяч рублей. Продукция завода продавалась не только в столице Российской Империи — Санкт-Петербурге, но и в Лондоне. С продукцией завода Михаил Ананьевич участвовал во Всемирной выставке в Париже в 1867 году, а в 1870 году — во Всероссийской выставке.
Принимал участие в организации в 1864 году городского общественного банка, который стал подспорьем для бюджета города. Поддержал придание женскому училищу нового статуса, благодаря чему оно с 1863 года стало средним учебным заведением, переименованным в гимназию.
Долгое время фирма Нурова основной упор делала на производство и торговлю салом, в то же время Михаил Ананьевич никогда не отказывался от новых способов увеличить свои доходы: он отметился в золотопромышленной сфере, в области хлебной торговли, а также в торговле металлами. Проводя закупки скота в отдалённых регионах Казахстана, Урала и Сибири, М. А. Нуров одним из первых среди уральских и сибирских предпринимателей осознал необходимость строительства железных дорог, принимал непосредственное участие в дискуссии о направлении Уральской горнозаводской железной дороги, составил специальную докладную записку.
Входил в руководство Сибирского торгового банка.

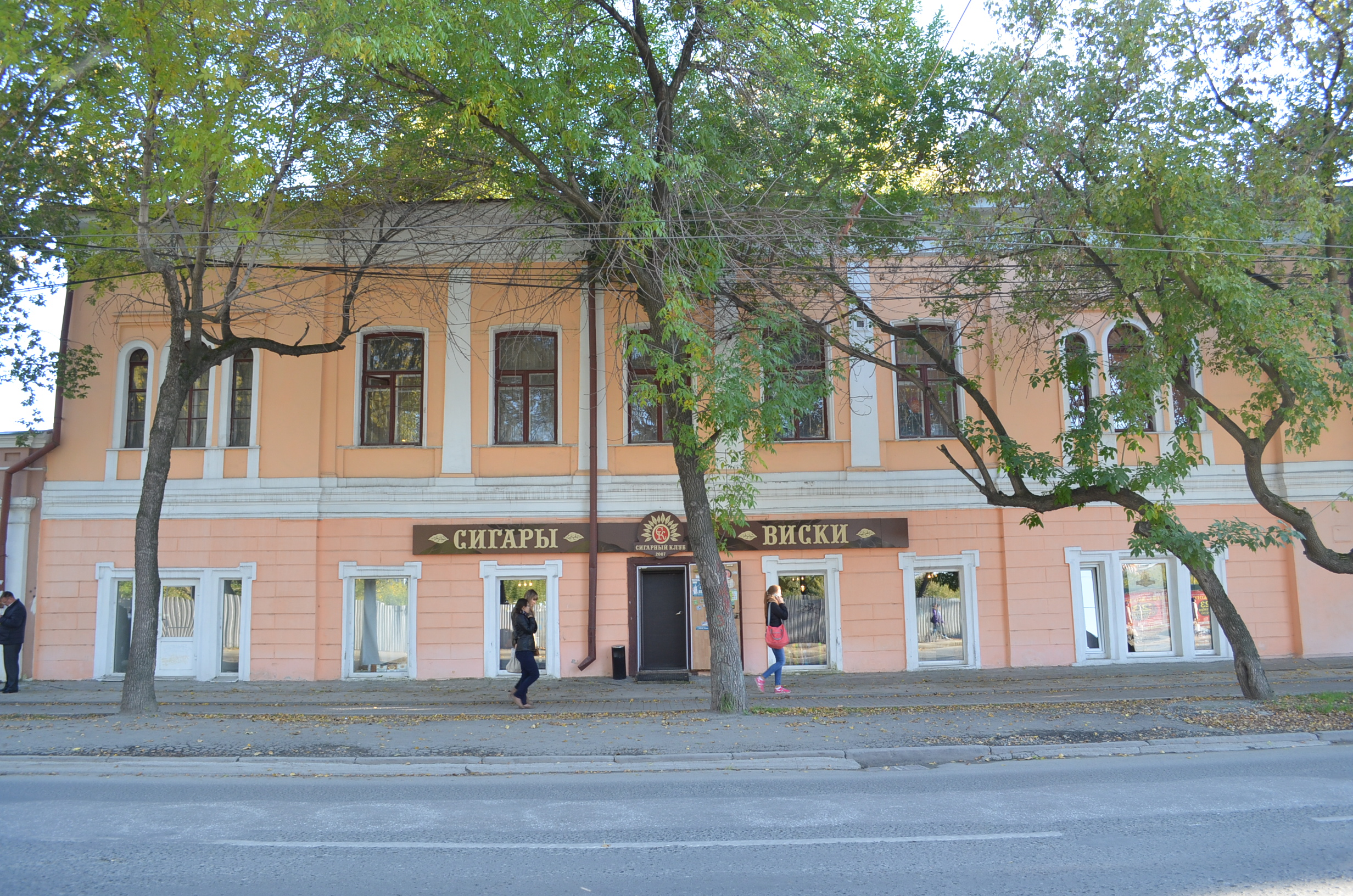
Усадьба Нурова

Промышленник Нуров отдал немалую долю жизни общественной деятельности. В этот период служба в органах городского самоуправления носила обязательный характер и была очень обременительной для предпринимателей. Но Михаил Ананьевич Нуров не стремился избежать участия в городском самоуправлении: он многие годы был гласным городской думы и дважды — с 1863 по 1866 и с 1876 по 1880 год — избирался городским головой. Добился благоустройства сквера в центре города, ныне носящего имя Попова.
Умер 15 января 1880 года, похоронен на кладбище Ново-Тихвинского монастыря. Могила не сохранилась, сейчас на территории монастыря установлен кенотаф.
Дом М. А. Нурова сохранился, стоит на углу современных улиц Декабристов — Чапаева, около Царского моста. Возле усадьбы на берегу реки Исети был сад, от которого сейчас мало что осталось.

## Благотворительность

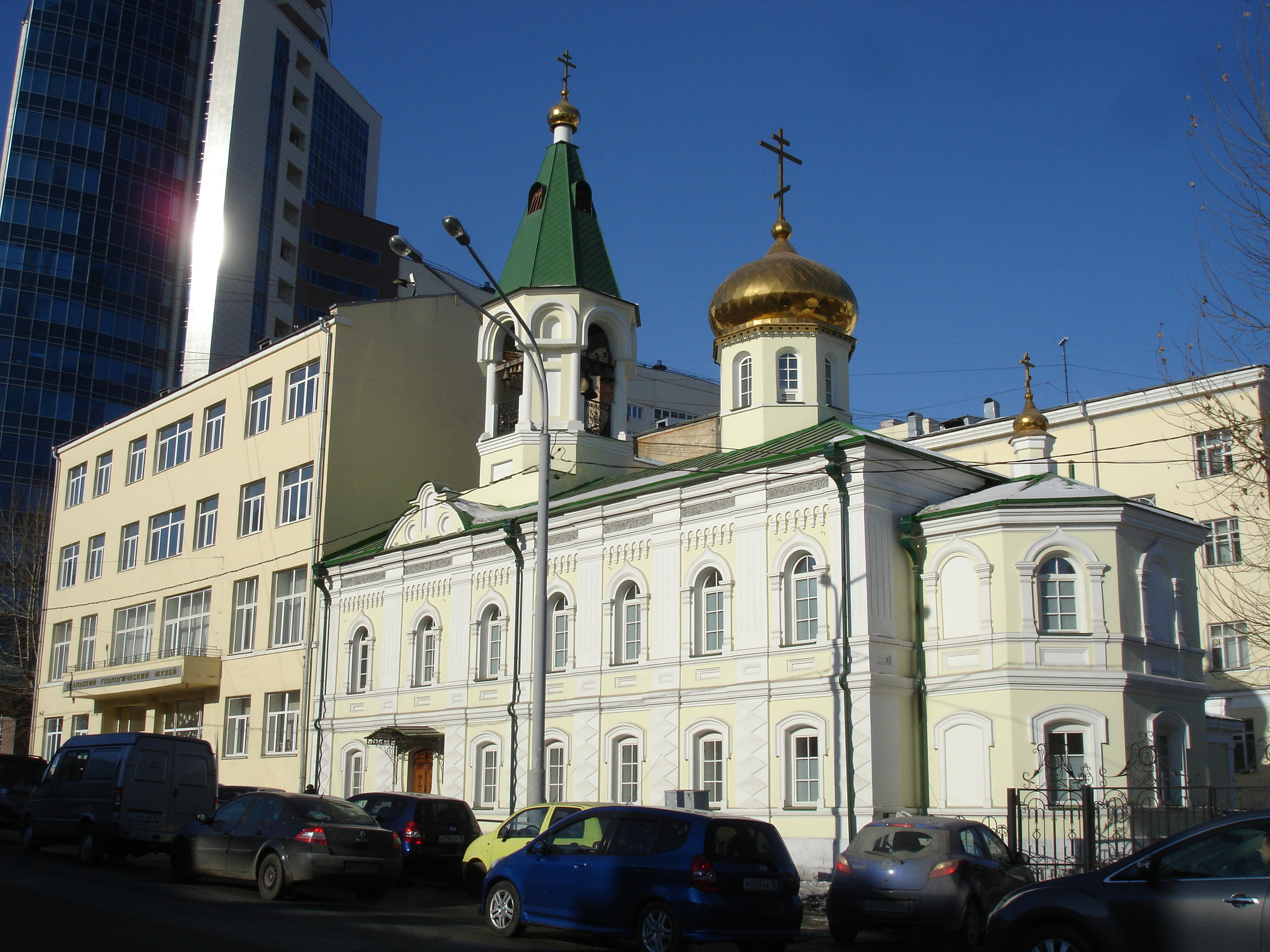
Здание нуровского приюта со встроенной домой церквью

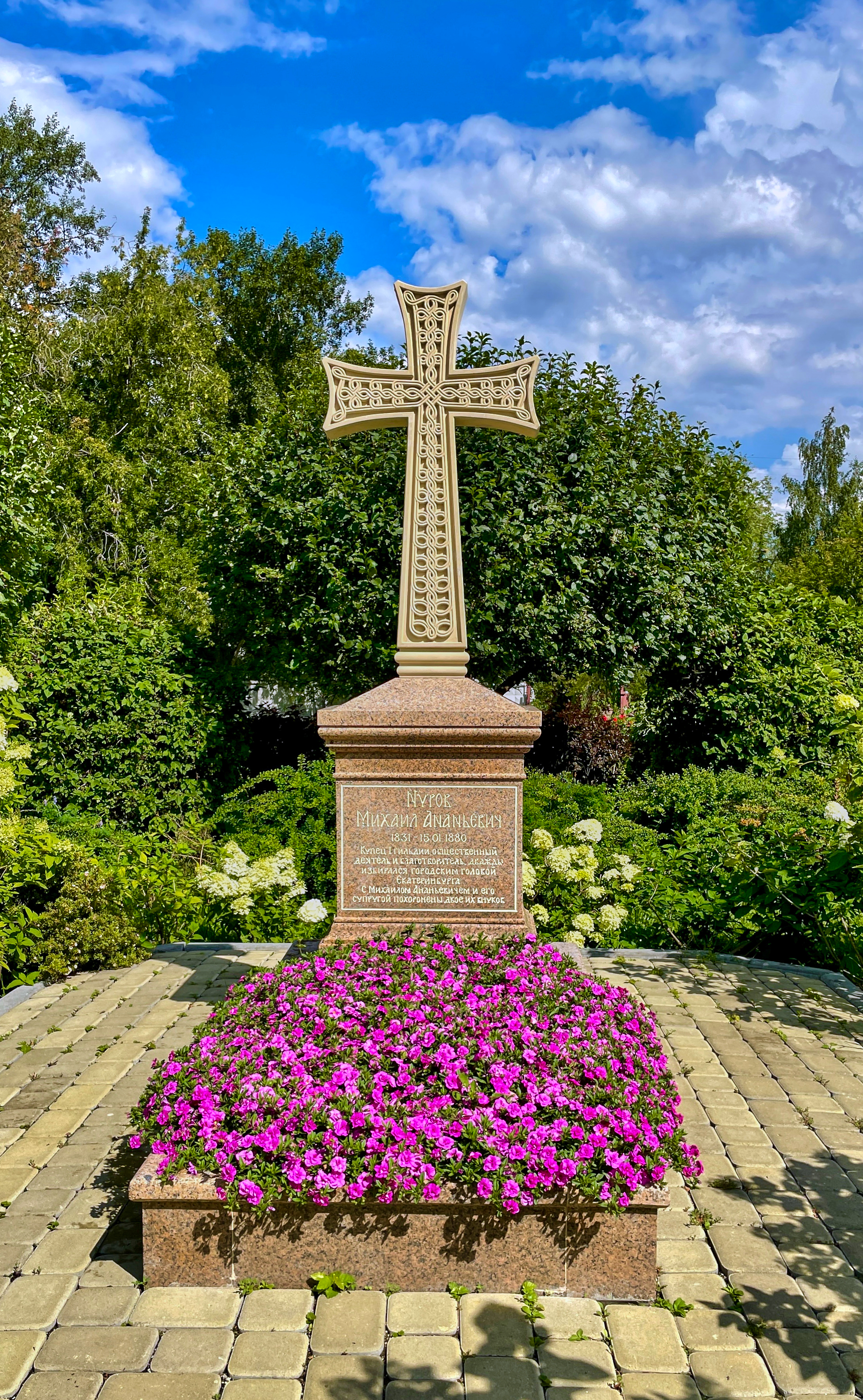
Кенотаф на территории Ново-Тихвинского монастыря в Екатеринбурге

Успех в коммерческих делах и быстрый рост благосостояния сделали Нурова влиятельной фигурой в деловом мире Урала. В тот же период Нуров проявил себя в качестве благотворителя. Один из первых благотворительных взносов Михаила Ананьевича носил традиционную для купечества форму — пожертвование на нужды церкви: в 1851 году Нуров пожертвовал 12 тысяч рублей на строительство храма в селе Гробовском.
Следующая его благотворительная акция носила нетрадиционный характер вследствие чего имела большой общественный резонанс. Михаил Нуров выделил 15 тысяч рублей на создание детского приюта, предоставив для него здание (сейчас на этом месте Уральский геологический музей). 23 апреля 1857 года состоялось открытие приюта, получившего название Нуровского и ставшего одним из первых подобных учреждений на Урале. Первоначально приют, рассчитанный на 30 детей,
был только с дневным пребыванием. Через десять лет, в 1867 году при приюте открылось ночлежное отделение для детей-сирот.
Ещё через 10 лет, к 1877 году усилиями М. А. Нурова рядом с приютом было построено двухэтажное здание с домовой Николаевской церковью на втором этаже. На первом этаже были спальные помещения для детей. Ныне это здание имеет адрес Куйбышева, 39).
Также к заслугам Михаила Нурова относится его участие в основании Покровской церкви при мужской гимназии (ныне — гимназия № 9) в 1879 году. Церковь находилась внутри здания на втором этаже. В газетах про это писали следующее: «Десять лет прошло, как нынешний голова г. Екатеринбурга Михаил Ананьевич Нуров начал хлопотать о постройке на его счёт домовой церкви при Екатеринбургской гимназии, и только 16 декабря сего года г. Нурову удалось осуществить свою заветную мечту».

## Награды
Награждён орденами Святой Анны III степени, Станислава II степени, Святого Владимира IV степени, бронзовую медаль в память войны 1853—1856 гг., иранский орден Льва и Солнца III степени.

## Семья
Был женат на Клавдии Ивановне Нуровой. После его смерти вдова продолжила заниматься приютом в качестве попечительницы. Директором приюта был известный в городе врач А. А. Миславский.